# Johan Philip Lansberg
Johan Philip Lansberg, o anche  Philippe van Lansberge (Gand, 25 agosto 1561 – Middelburg, 8 dicembre 1632), è stato un astronomo e prete olandese.
Fu uno dei primi seguaci delle teorie copernicane nei Paesi Bassi.

## Biografia
Lansberg nacque nei Paesi Bassi Spagnoli in una famiglia di fede calvinista. Esposta in quanto tale alle persecuzioni religiose, la famiglia lasciò Gand subito dopo il 1566 e, attraverso la Francia, si trasferì in Inghilterra. Lansberg crebbe quindi in Inghilterra, dove studiò matematica e teologia. Riguardo a questo periodo della sua vita, nondimeno, non si conosce altro.
Dopo l'Unione di Utrecht (1579), Lansberg poté tornare nei Paesi Bassi e rientrò subito dopo a Gent come predicatore calvinista. Nel 1580 ottenne un incarico di parroco ad Anversa e fu inserito dalla Chiesa Riformata di Gent come predicatore anche a Exaerde ed a Saffelaere. Dopo l'assedio di Anversa del 1585, insieme ad altri calvinisti si trasferì nei Paesi Bassi del nord, stabilendosi a Leida. Egli proseguì colà i suoi studi di teologia e nell'ottobre del 1586 divenne parroco a Goes, ove rimase fino al 1613, quando se ne andò poi perché non condivideva l'elettività della carica, come voleva la Chiesa Riformata.
Trasferitosi a Middelburg si dedicò quindi alla matematica, all'astronomia ed alla medicina.
Sposato, aveva sei figli maschi e quattro figlie femmine. Il figlio Jacob fu medico a Goes ma anche matematico e dopo la morte del padre difese le sue teorie copernicane. Il figlio Pieter fu anch'egli parroco ad assistette il padre a Goes. Il figlio Filippo fu parroco a Kloetinge e morì nel 1647.
Il cratere lunare Lansberg è stato così chiamato in suo onore .

## Opere

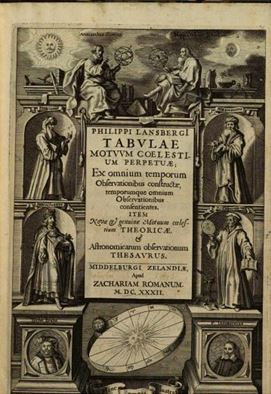
Frontespizio delle Tabulae Motuum Coelestium Perpetuae di Lansberg

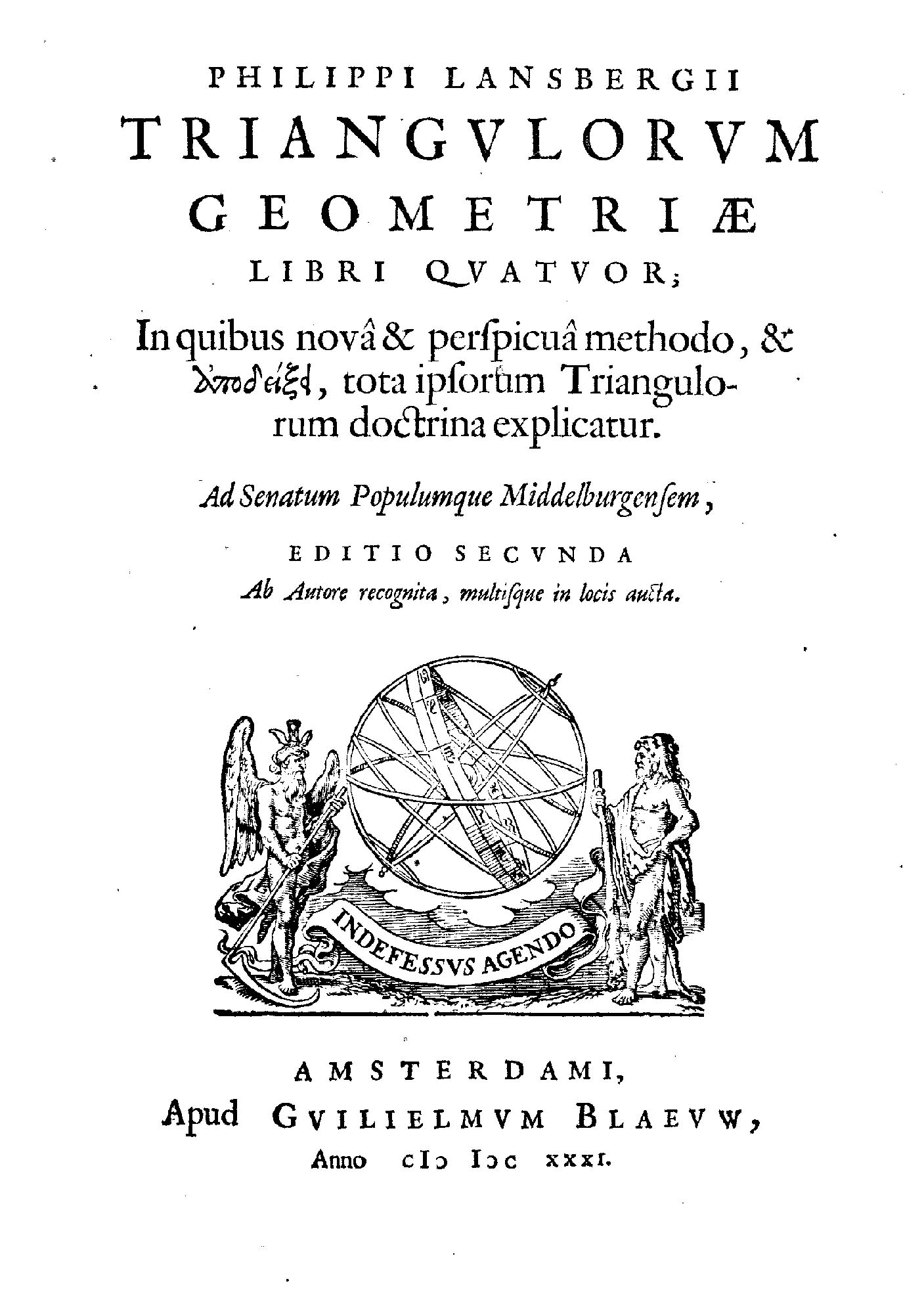
Triangulorum geometriae libri quatuor, 1631

Il suo primo libro Triangulorum geometriae vide la luce nel 1591. In esso erano contenute Tavole di funzioni trigonometriche (che mostravano l'influenza di Thomas Finck e di François Viète) e metodi per il loro calcolo e trattava anche trigonometria sferica. Esse vennero utilizzate, tra gli altri, anche da Giovanni Keplero.
Nel 1616 pubblicò un testo nel quale calcolava il valore di π fino alla 28ª cifra decimale con un nuovo metodo (Cyclometria nova) e con l'uso della quadratrice (Ludolph van Ceulen nel 1615 aveva calcolato il valore di π fino a 35 cifre decimali con il metodo di Archimede).
In astronomia fu un seguace di Copernico, ma, insoddisfatto delle sue osservazioni e rappresentazioni, ritenne di aggiungere altre osservazioni. Le sue prime pubblicazioni astronomiche comparvero nel 1619 (Progymnasmatum astronomiae restitutae de motu solis), come primo volume di un'opera, nella quale dovevano essere rappresentati metodi ci calcolo delle posizioni del sole e della luna anche per il passato (i due successivi volumi, che avrebbero dovuto trattare la posizione della luna e la precessione degli equinozi non videro mai la luce). 
L'opera ebbe uno scarso successo.
Dal 1628 lavorò con il giovane astronomo Martin van den Hove (Martinus Hortensius), che fungeva da suo assistente. Nel medesimo anno egli pubblicò la seconda edizione del suo libro del 1619, un manuale per l'uso di strumenti astronomici (Astrolabio, Quadrante) ed una rappresentazione popolare delle teorie copernicane in olandese (Bedenckingen op den dagelyckschen, ende jaerlyckschen loop van den aerdt-kloot) ed in latino (Commentationes in motum terrae diurnum, 1630). Ciò rese note le teorie copernicane in ulteriori cerchie olandesi, ma portò anche a conflitti contro gli avversari delle teorie copernicane, quali il francese Jean-Baptiste Morin (ma anche seguaci di quelle teorie, come Ismael Bullialdus, ne criticarono le argomentazioni). Il conflitto con i suoi critici, dopo la sua morte, venne proseguito dal figlio Jacob.
Egli era divenuto famoso grazie alle sue tavole astronomiche, Tabulae motuum coelestium perpetuae (Middelburg 1632), a quelle per le costellazioni di pianeti, alle quali egli aveva lavorato già da 45 anni, insieme all'esposizione delle sue teorie di base e i risultati delle sue osservazioni, ad esempio sulle eclissi. Egli aveva calcolato le tavole secondo il sistema eliocentrico. Poiché però egli aveva respinto la teoria delle orbite ellittiche di Keplero, le sue tavole risultarono in genere già superate dalle tavole rudolfine di Keplero, pubblicate cinque anni prima.
Nel 1639 Jeremiah Horrox poté, grazie al completamento delle tavole di Lansberg, prevedere correttamente un transito di Venere, che avrebbe avuto luogo, secondo le tavole di Keplero, nove ore prima.
Nel 1594 egli pubblicò anche un volume di prediche in latino (ristampato ad Hanau nel 1620, a Francoforte nel 1621 e tradotto in olandese nel 1645).

### Edizioni
- (LA) Progymnasmatum astronomiae restitutae. 1, De motu solis, Middelburg, Zacharias Roman, 1628.